# Holman Williams
Holman Williams est un boxeur américain né le 30 janvier 1915 à Pensacola (Floride) et mort le 2 juillet 1967 à Akron (Ohio).

## Carrière
Il commence sa carrière professionnelle en 1932 en poids plumes et s'illustre en poids légers, welters et moyens sans parvenir à obtenir un combat pour le titre mondial.
Williams a rencontré au cours de sa carrière des boxeurs tels que Cocoa Kid, Charley Burley, Kid Tunero, Lloyd Marshal, Eddie Booker, Steve Belloise, Bob Satterfield, Archie Moore, Marcel Cerdan et Jake LaMotta.

## Distinction
- Holman Williams est membre de l'International Boxing Hall of Fame depuis 2008[1].